# Moje przyjęcie
Moje przyjęcie (ang. It's My Party) – amerykański dramat filmowy w reżyserii Randala Kleisera. Dramat miał swoją premierę 22 marca 1996 roku. Na kanale CBS Europa produkcja ukazała się pod alternatywnym polskim tytułem Pożegnalne przyjęcie.
Film został oparty na prawdziwych wydarzeniach. Pierwowzorem postaci Brandona Theisa był sam reżyser dramatu, Randal Kleiser, a pierwowzorem Nicka Starka był ekskochanek Kleisera, architekt i projektant, Harry Stein. Prawdziwe przyjęcie pożegnalne Steina odbyło się w 1992 roku. Produkcja nominowana była w kategorii Outstanding Film na festiwalu GLAAD Media Awards w 1997 roku. Dramat w Stanach Zjednoczonych zarobił 616 663 dolarów.

## Opis fabuły
Nick Stark (Eric Roberts) jest szczęśliwym, cieszącym się z życia mężczyzną. Spełnia się jako architekt, ma grono przyjaciół, od wielu lat jest w związku z reżyserem Brandonem Theisem (Gregory Harrison). Pewnego dnia Nick gorzej się czuje. Wykonuje rutynowe badania, w tym test na obecność HIV. Architekt konsultuje wyniki z lekarzem. Mężczyzna jest seropozytywny, dodatkowo zostaje u niego zdiagnozowana postępująca wieloogniskowa leukoencefalopatia. Nick zdaje sobie sprawę, że pozostało mu niewiele czasu do śmierci, wielokrotnie widział, jak choroba wyniszczała szybko jego znajomych. Szuka pocieszenia u Brandona. Reżyser odchodzi od Nicka, wyprowadza się ze wspólnego domu. Załamany architekt próbuje poradzić sobie w nowej sytuacji. Mija rok. Przez postępujący, agresywny charakter choroby Nick stał się mężczyzną nie do poznania. Ma trudności w rozpoznawaniu najbliższych osób, coraz częściej zdarza mu się tracić świadomość. Architekt chce dobrowolnie odebrać sobie życie, zanim jego organizm całkowicie podporządkuje się chorobie. Postanawia zorganizować pożegnalne przyjęcie, na które zaprasza rodzinę i przyjaciół. Chociaż na krótką chwilę architekt chciałby zapomnieć o AIDS, a przypomnieć sobie, jak to jest być szczęśliwym człowiekiem. Po zakończeniu spotkania ma zamiar popełnić samobójstwo poprzez przyjęcie leków. Na imprezie pojawiają się nieproszeni goście. Nieoczekiwanie przychodzi Brandon, który jest niemile widziany, ponieważ porzucił Nicka, kiedy architekt go najbardziej potrzebował. Architekt decyduje się na szczerą rozmowę z byłym partnerem, chce wyjaśnić niedokończone sprawy.

## Obsada
- Eric Roberts jako Nick Stark
- Gregory Harrison jako Brandon Theis

W pozostałych rolach:
- Margaret Cho jako Charlene Lee
- Bruce Davison jako Rodney Bingham
- Lee Grant jako Amalia Stark
- Devon Gummersall jako Andrew Bingham
- George Segal jako Paul Stark
- Bronson Pinchot jako Monty Tipton
- Olivia Newton-John jako Lina Bingham
- Marlee Matlin jako Daphne Stark
- Roddy McDowall jako Damian Knowles
- Steve Antin jako Zack Phillips
- Sally Kellerman jako Sara Hart
- Lou Liberatore jako Joel Ferris
- Nina Foch jako Pani Theis
- Christopher Atkins jako Jack Allen
- Dennis Christopher jako Douglas Reedy
- Ron Glass jako Doktor David Wahl
- Paul Regina jako Tony Zamara